# Плака

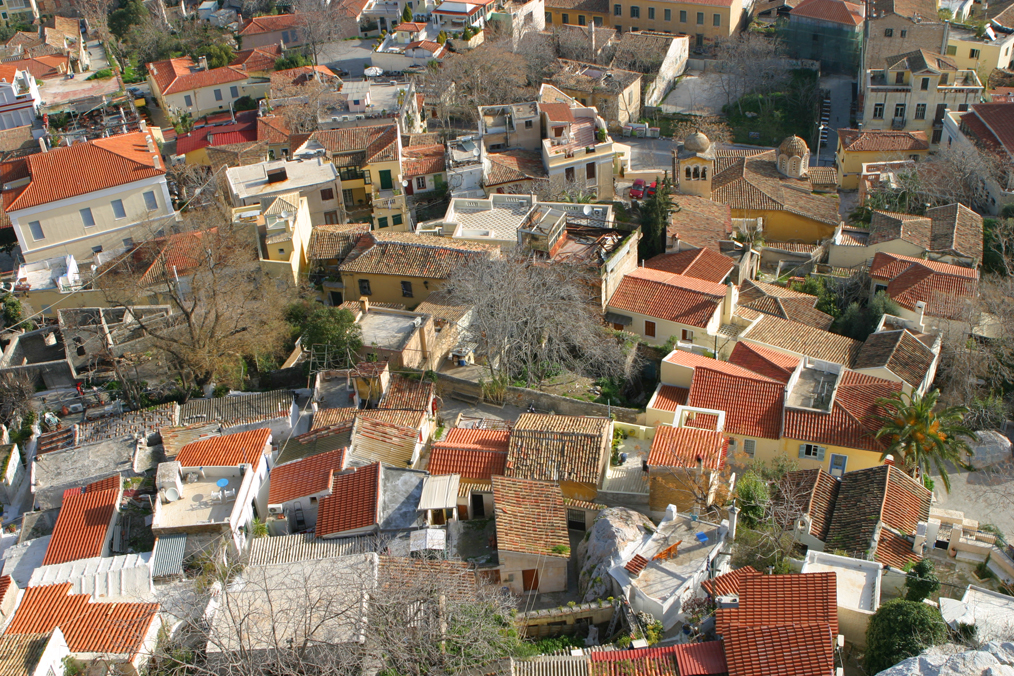
Панорама Плаки з Акрополя

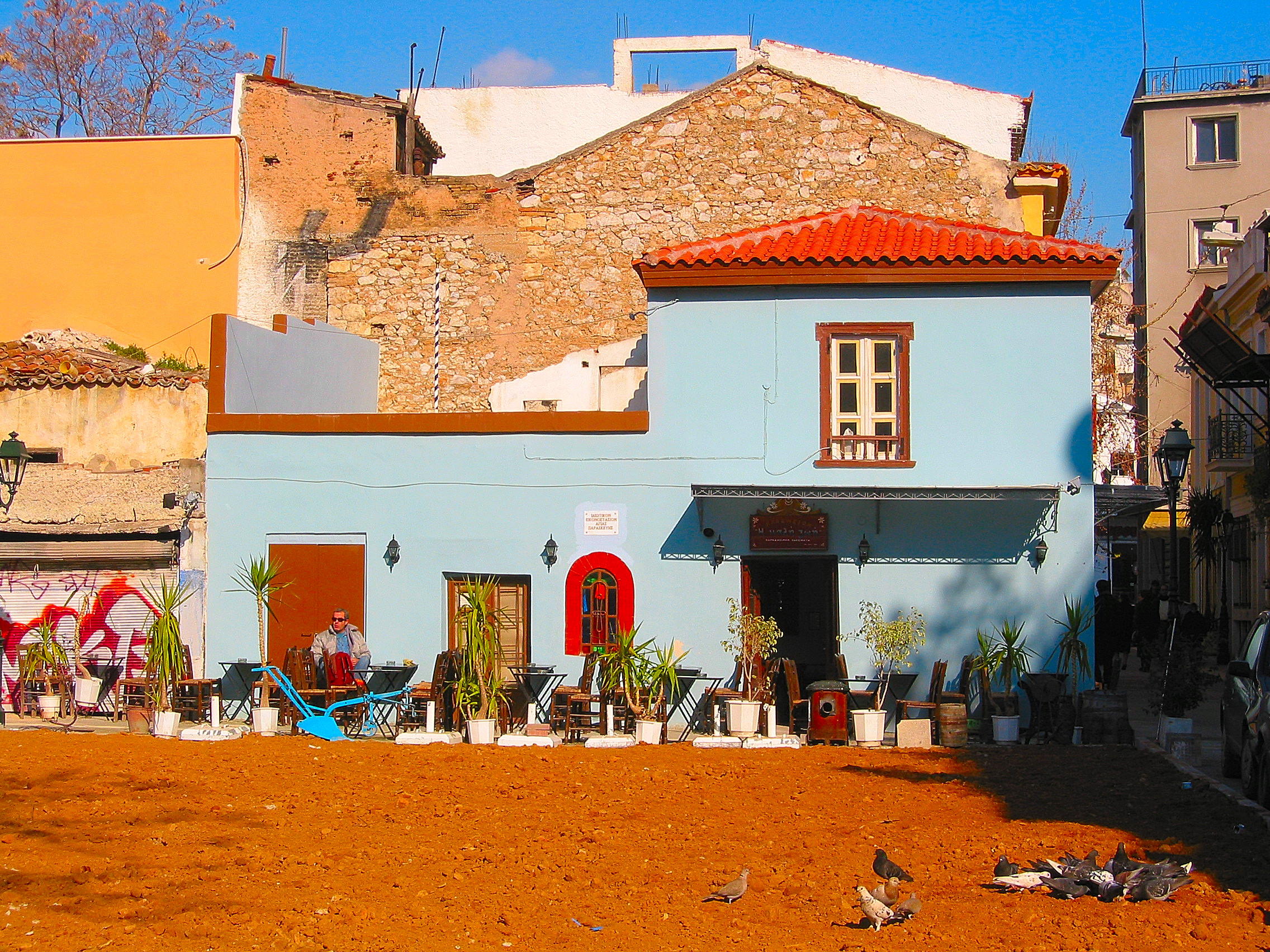
Кольори Плаки

37°58′20″ пн. ш. 23°43′50″ сх. д. / 37.97222° пн. ш. 23.73056° сх. д.
Плака (грец. Πλάκα) — найдавніший район Афін, розташований біля підніжжя північного і східного схилів Акрополя з лабіринтами вузьких вуличок і будинками, побудованими в неокласичному стилі. Вулиця Адріана району Плака є найдавнішою вулицею Афін і, як показали розкопки, вулиця зберегла свій напрямок з давньогрецької доби.

## Архітектура
У 60-х роках 20 століття багато жителів Плаки переселилися в інші райони Афін, а порожні будинки та двори зайняли таверни. Наприкінці 70-х років до них додалися магазини сувенірів. Близькість до прадавніх архітектурних пам'яток та наявність численних пішохідних вуличок перетворили Плаку на чудове місце для проживання і зараз ціни на нерухомість в районі можна порівняти з цінами у фешенебельних районах Афін.
Рух автотранспорту Плакою заборонений. Проте поруч станції Афінського метрополітену «Акрополі» та «Синтагма», зупинка трамваю Заппіон та багатьох автобусних маршрутів, що сполучають Плаку із іншими районами міста.

## Анафіотика

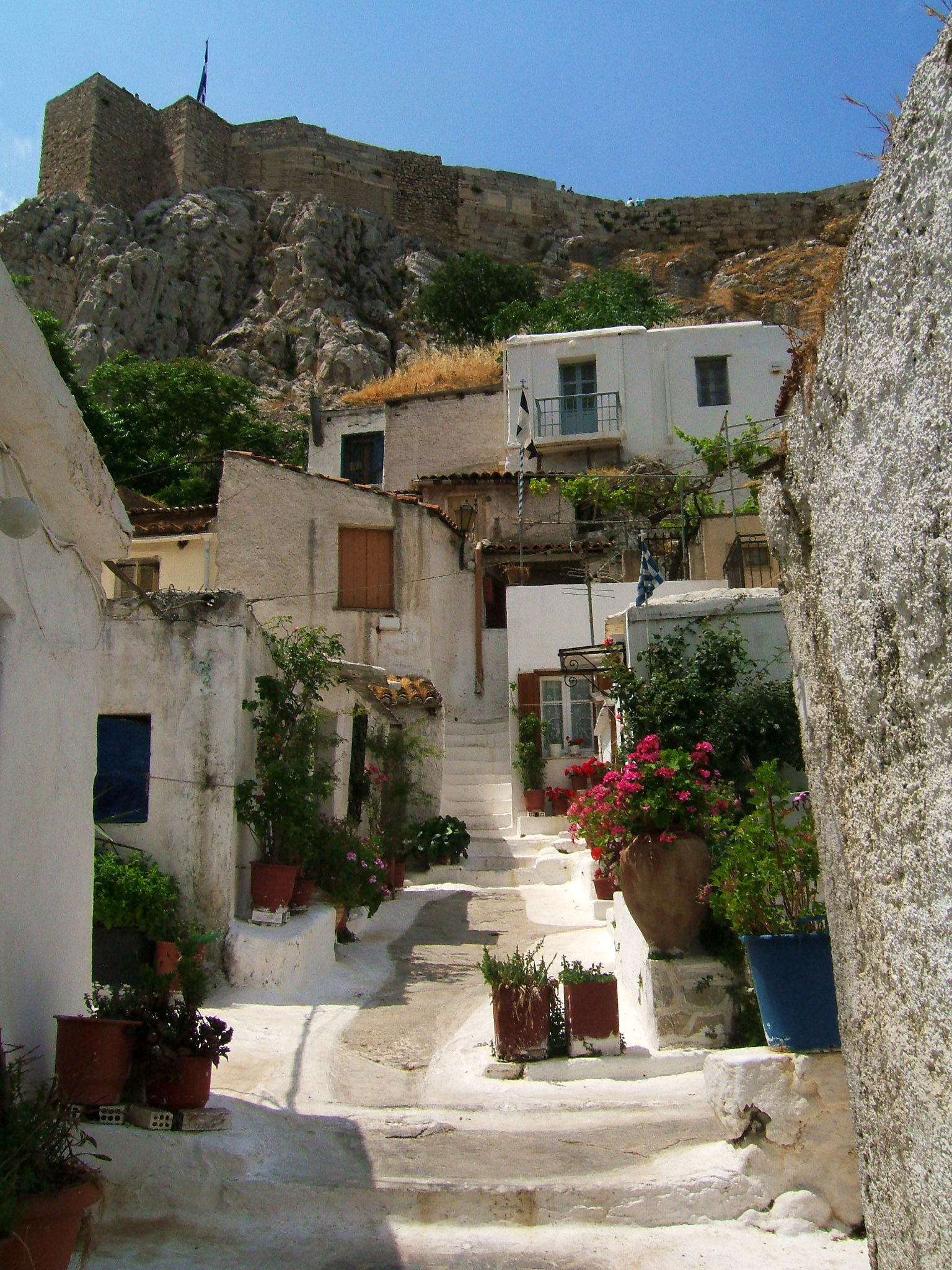
Одна з вуличок Анафіотики

У межах Плаки існує живописний район кікладської спільноти — Анафіотика (грец. Αναφιώτικα) — вихідців з Анафі. Більшість будинків стоять на фундаментах античних часів, хоча їх фасади були зведені набагато пізніше у 19 ст. Анафіоти прибули до Афін на запрошення першого короля незалежної Греції Оттона, який бажав звести новий королівський палац. На час будівельних робіт анафіоти вирішили спорудити собі будиночки саме в цьому кварталі, бо вартість землі у Плаці на той час була найнижчою. Сумуючи за рідним Анафі, майстри вирішили відтворити куточок, який нагадував би їм батьківщину. Так у самому серці Афін виник район із білими будиночками, які точно повторюють стиль кікладської архітектури.

## Музеї Плаки
Серед музеїв Плаки найбільш вирізняються:
- Музей грецької народної творчості
- Музей Фріссірас сучасного мистецтва
- Єврейський музей
- Музей Константіноса Кавафіса[2]